# Adele Zay
Adele Zay (Hermannstadt, 29 de fevereiro de 1848 – Brașov, 29 de dezembro de 1928) foi uma professora, feminista e pedagoga da Transilvânia. Sua família era parte da comunidade falante de alemão do Reino da Hungria. Por causa da morte do pai durante sua infância, a educação de Zay foi interrompida por períodos nos quais ela lecionou para ganhar dinheiro e continuar seus estudos formais. Em 1880, após estudar fora em Viena e Gota, ela foi aprovada na certificação de educação primária da Alemanha e da Hungria. No ano seguinte Zay foi certificada como professora secundária, tornando-se a primeira mulher da Transilvânia a ter um ensino superior. De 1875 a 1884 ela lecionou no Instituto de Irma Keméndy em Szeged.
Após quase uma década em Szeged, Zay aceitou um cargo em uma escola normal recém inaugurada para treinamento de professores de jardim de infância em Kronstadt (Brassó). Embora fosse ostensivamente uma professora, desde o princípio Zay foi a força criativa por trás do desenvolvimento da escola e escreveu sua ementa. Ela liderou a escola de 1884 a 1927, tornando-se oficialmente diretora em 1922. Simultaneamente com sua mudança para Kronstadt, Zay juntou-se à Associação Geral de Mulheres da Igreja Evangélica da Transilvânia e tornou-se uma das líderes na luta pelos direitos das mulheres. Ela lutou com sucesso para que professores de jardim de infância e de artesanato fossem reconhecidos como educadores e, assim, com direito à aposentadoria. Ela fez lobby para que a docência fosse permitida às mulheres, o que foi realizado em 1901, e para que uma escola normal feminina fosse fundada, o que ocorreu em 1903.
Zay escreveu livros sobre a teoria da educação infantil, distribuídos pela Hungria e Alemanha e usados como base para treinamento de professores até a Segunda Guerra Mundial. Tendo feito contato durante seus estudos no exterior com feministas internacionais, Zay pressionou para que as mulheres tivessem o direito de voto. Em 1918 sua campanha resultou com que as mulheres ganhassem o direito ao voto para eleições de igrejas. Ela fundou a Freie Sächsische Frauenbund (Liga das Mulheres Saxônicas Livres) em 1920 como uma organização guarda-chuva para ajudar as mulheres a lutar por direitos sociopolíticos do Reino da Romênia, sob cuja jurisdição a Transilvânia caiu após o fim da Primeira Guerra Mundial. Na década de 1920, Zay serviu como membro do parlamento e membro do Comitê Distrital do Conselho do Povo de Burzenland. Ela permaneceu ativa nos movimentos educacionais e políticos até sua morte, em 1928.

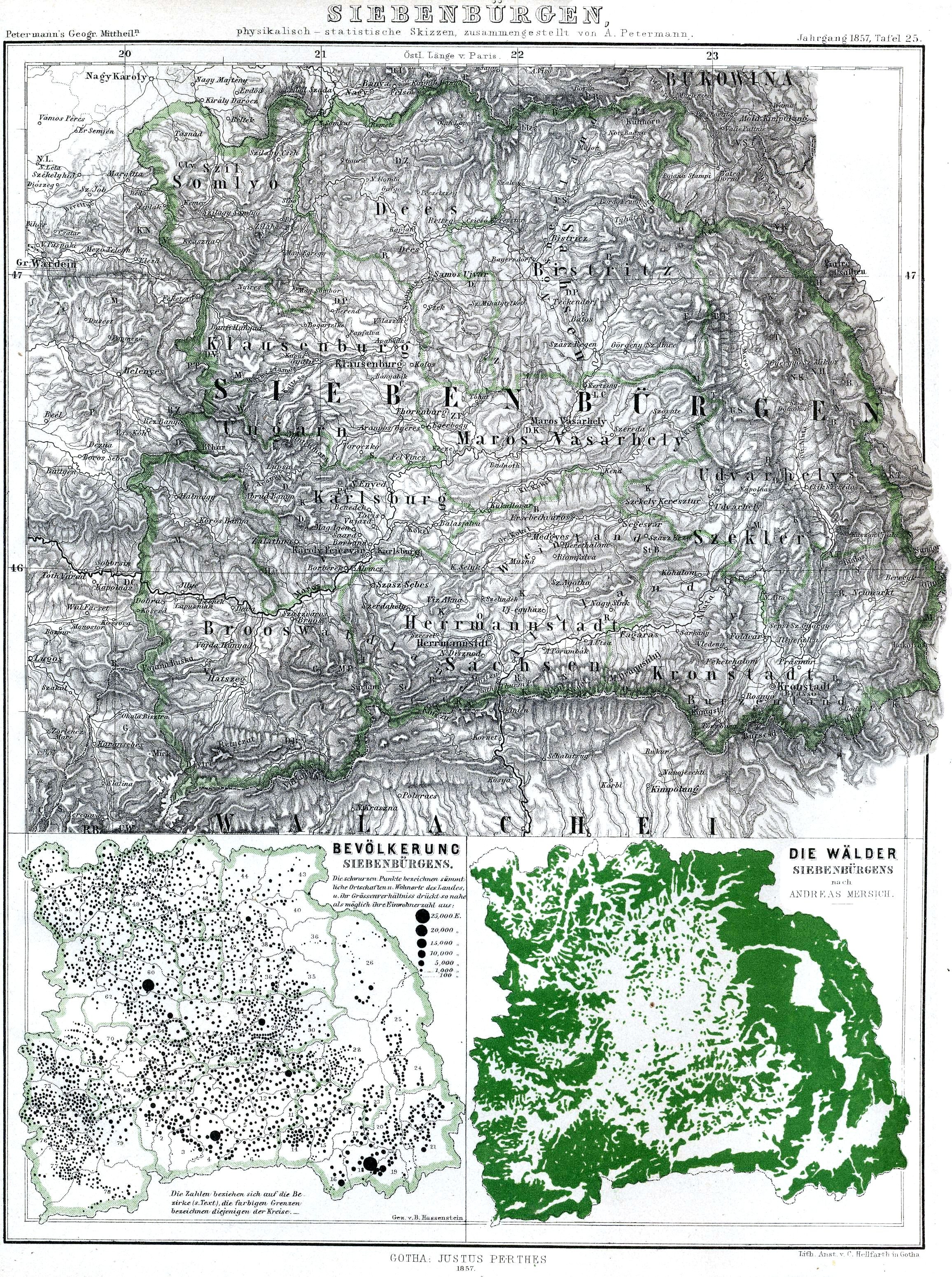
Principado da Transilvânia no século XIX

## Início de vida
Adele Zay nasceu em 29 de fevereiro de 1848 em Hermannstadt, no Principado da Transilvânia, Império Austríaco (hoje Sibiu, Romênia). Ela era filha de Rosa (nascida Graef) e Daniel Adolf Zay. Sua família era etnicamente alemã, descendentes da população luterana que foi convidada pelo rei húngaro para morar na Transilvânia a partir do século XII. As comunidades alemãs nas quais essas pessoas viviam mantiveram-se autônomas politicamente do século XVII até o final do século XIX. Ela era a quarta filha da família e tinha um irmão mais novo, Gustav Adolf, que mais tarde tornou-se advogado e membro do parlamento húngaro. Seu pai era juiz do tribunal regional, mas morreu logo após o nascimento do filho mais novo em 1850. Ele deixou para a viúva apenas uma pequena pensão, que era insuficiente para custear a educação dos filhos. Zay, que queria ser professora, frequentou uma escola para meninas protestantes e complementou sua educação com aulas particulares de idiomas e ciências naturais.

## Carreira

### Início (1865–1884)

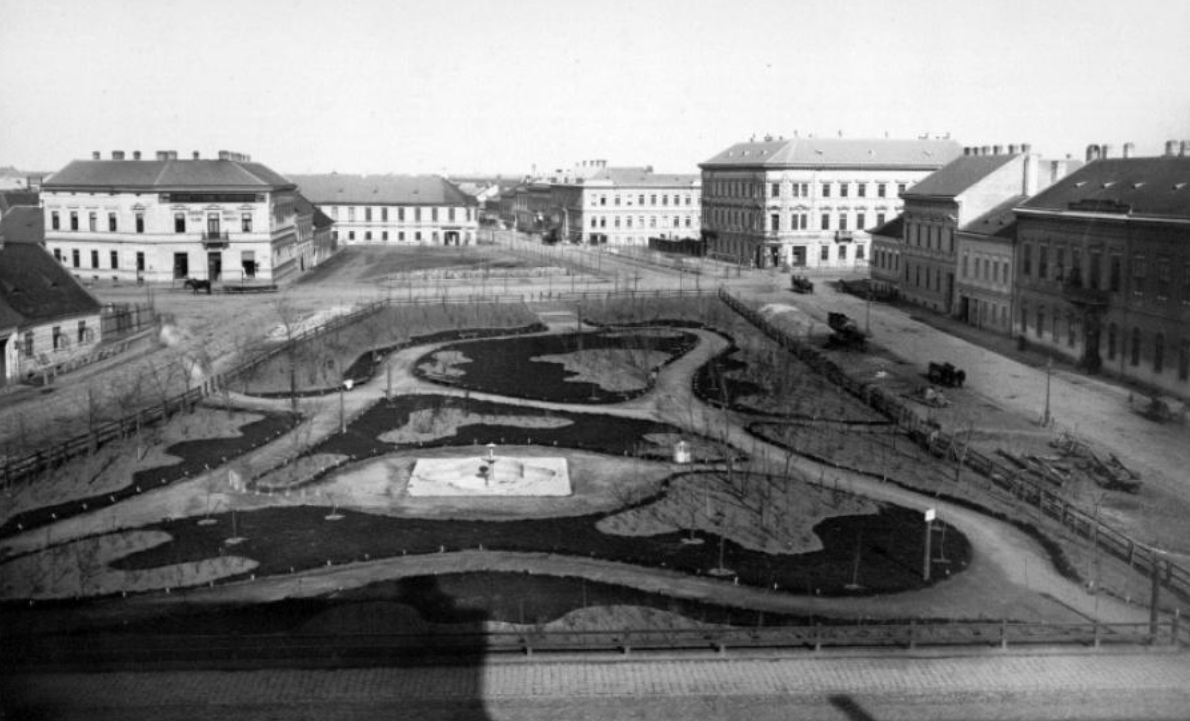
Praça Dugonics, Szeged, Hungria, circa 1883–1885 (o prédio no canto superior esquerdo com um cavalo na frente é o Instituto Irma Keméndy)

Aos dezessete anos de idade Zay começou a dar aulas, e com menos de três anos de carreira já lecionava francês e alemão no Mädchenerziehungsanstalt von Philippine Barreaud (Instituto Philippine Barreaud de Educação para Meninas) em Hermannstadt. Quando a escola fechou em 1873, ela se mudou para o bairro de Cotroceni, em Bucareste, e lecionou no Mädchenerziehungs- und Lehrerinnenbildungsanstalt Asyl Helene (Asilo Helena), onde uma das suas irmãs mais velhas trabalhava como professora. O Asilo Helena era um orfanato inaugurado em 1862 por Elena Cuza, princesa consorte dos Principados Unidos da Valáquia e Moldávia. Posteriormente, foi operado sob o patrocínio da rainha Isabel de Wied. Zay lecionou aulas de alemão, geografia e história.
Em 1875, com o desejo de expandir sua educação, Zay se mudou para Viena e participou de um seminário com Friedrich Dittes, reformista escolar e defensor do método Fröbel. Ela também teve aulas particulares em Gota com August Köhler, adepto dos princípios de Fröbel que a instruíram em pedagogia. Em dezembro Zay já possuía um novo cargo, lecionando inglês, alemão, geografia e matemática no Instituto de Irma Keméndy em Szeged. Enquanto ensinava, Zay continuou seus próprios estudos na escola normal do Instituto Keméndy. Em 1880 ela foi aprovada no exame para lecionar em escolas de ensino fundamental alemãs e húngaras. No ano seguinte ela foi aprovada em outro exame na Escola Normal Pública de Budapeste para lecionar francês e inglês, tornando-se a primeira alemã étnica da Transilvânia certificada a lecionar na educação secundária. Ela continuou a ensinar e trabalhou como administradora no Instituto Keméndy até 1884, quando o presbitério da Igreja Evangélica da Confissão de Augsburgo da Romênia a convidou para lecionar na sua recém inaugurada escola normal para treinamento de professores de jardim de infância.

### Kronstadt (1884–1917)
Após quase uma década em Szeged, Zay aceitou um cargo na Kindergärtnerinnenbildungsanstalt von der Evangelischen Landeskirche-AB (KBA-AB), instituição para treinamento de professores de jardim de infância, e se mudou para Kronstadt (Brassó). Embora tenha sido indicada apenas para o cargo de professora, sob a autoridade do diretor, desde o início Zay foi a líder criativa da instituição. Como a única mulher com um título de educação superior, ela foi confiada à tarefa de criar a ementa da instituição, que contava com aulas de teoria educacional e de jardim de infância, línguas alemã e húngara, geografia e história. Tendo sido exposta ao movimento dos direitos das mulheres durante seus estudos na Alemanha na década anterior, Zay juntou-se à Associação Geral de Mulheres da Igreja Evangélica da Transilvânia após a sua fundação em 1884, e tornou-se uma das líderes na luta pelos direitos das mulheres.

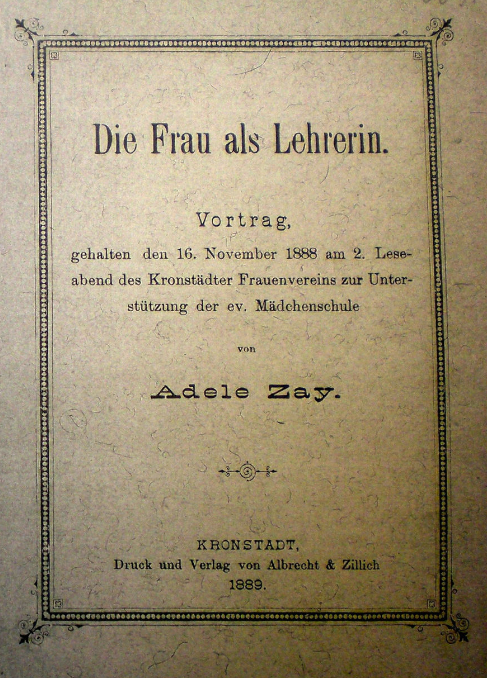
Die Frau als Lehrerin, 1889

Em 1888 ela apresentou uma palestra, Die Frau als Lehrerin (A mulher como professora), argumentando que direitos iguais deveriam ser empregados nas escolas femininas operadas pela Igreja Evangélica da Transilvânia. Ela salientou que em 1887 uma proposta para contratar professoras mulheres havia sido rejeitada baseada no princípio que a Igreja deveria inaugurar e operar uma escola normal para treiná-las. Na Mostra Nacional de Educação Infantil de 1889 em Budapeste, Zay foi homenageada com uma citação do seu trabalho, e os cursos que ela lecionava na escola ganharam o prêmio de ouro. Também naquele ano, o currículo da KBA-AB foi aprovado pela coroa húngara, e em 1891 seu trabalho e mudanças nos requisitos do governo já tinham promovido uma transformação significativa na educação básica da Hungria. Em 1892 a escola foi oficialmente acreditada pelo estado, e dois anos depois Zay projetou um curso de educação continuada de três meses para preparar cuidadores de crianças rurais, enquanto seus pais se dedicavam ao plantio e à colheita. O trabalho social feito por esses cuidadores, que focavam em ensinar às crianças seus idiomas nativos e costumes, construiu pontes entre famílias rurais e as cidades em que os cuidadores viviam. Também em 1894, Zay apelou com sucesso às autoridades da Igreja, argumentando que professores de jardim de infância e artesanato, que ensinavam habilidades técnicas e ajudavam a preservar arte folclórica e não eram considerados educadores, deveriam ser qualificados para receber aposentadoria.
Em 1896, Zay publicou Theorie und Praxis der Kleinkindererziehung (Teoria e Prática da Educação Infantil), um livro didático que expressou a importância do jardim de infância no desenvolvimento social da criança. Ela instruiu os professores a permitir que as crianças aprendessem com atividades e observações supervisionadas, observando que brincar umas com as outras estimulava seu desenvolvimento como membros de uma comunidade. Revisado e republicado sob o título de Theorie und Praxis des Kindergartens (Teoria e Prática do Jardim de Infância) em 1916, o livro foi amplamente usado na Alemanha para treinar professores até o início da Segunda Guerra Mundial. Em 1898 Zay publicou um segundo livro, Hilfsbüchlein zur Heranbildung von Leiterinnen von Sommerbewahranstalten (Folheto de ajuda para a educação continuada de mulheres que lideram os abrigos de verão), que dava conselhos práticos para organizar atividades de verão para as crianças continuarem sua socialização. Uma segunda edição foi publicada em 1918.
Após inúmeras petições para as autoridades, em 1901 Zay finalmente teve sucesso em seu esforço para abrir a profissão de professora para as mulheres. Um outro feito ocorreu quando a primeira escola normal para mulheres da Transilvânia foi inaugurada em 1903 em Schäßburg (Segesvár). Tendo usado seus verões para expandir sua própria educação na Inglaterra, França e Alemanha, Zay fez contato com feministas internacionais, como Minna Cauer e Jeanette Schwerin. Ela começou a fazer campanha por mudanças nas leis de trabalho infantil, pediu a supressão da retórica nacional em publicações e discursos, e defendeu a causa da igualdade de gênero, incluindo o sufrágio feminino.

### Final de carreira (1918–1928)
Como consequência da Primeira Guerra Mundial, e da guerra húngaro-romena, o Reino da Romênia ganhou a jurisdição sobre a Transilvânia. Em 1918 as mulheres conquistaram o direito ao voto em eleições das igrejas, e em 1920, Zay fundou a Freie Sächsische Frauenbund (Liga das Mulheres Saxônicas Livres). A organização guarda-chuva tinha o objetivo de unir grupos de mulheres etnicamente alemãs para ações sociopolíticas dentro do estado romeno. Através do grupo ela continuou a pressionar pela educação das mulheres, pedindo pela educação técnica secundária para meninas e introduzindo cursos de educação infantil e creche em escolas secundárias femininas.
Eleita membro do parlamento em 1920, Zay também serviu como membro do Comitê Distrital do Conselho do Povo de Burzenland. Ela foi oficialmente nomeada diretora da KBA-AB em 1922, e permaneceu no posto até sua aposentadoria em 1927. Em seus 43 anos de gestão, Zay conseguiu formar mais de 830 alunas. Em 1924 Zay implementou mudanças para incorporar as novas políticas culturais requeridas pelo estado romeno, e no ano seguinte foi eleita presidente da Liga Feminina. Em comemoração do seu 80.º aniversário em 1928, a liga organizou uma campanha de arrecadação de fundos nacional, arrecadando mais de 250 mil leus para inaugurar a Fundação Adele Zay de Preservação dos Jardins de Infância Saxões.

## Morte e legado

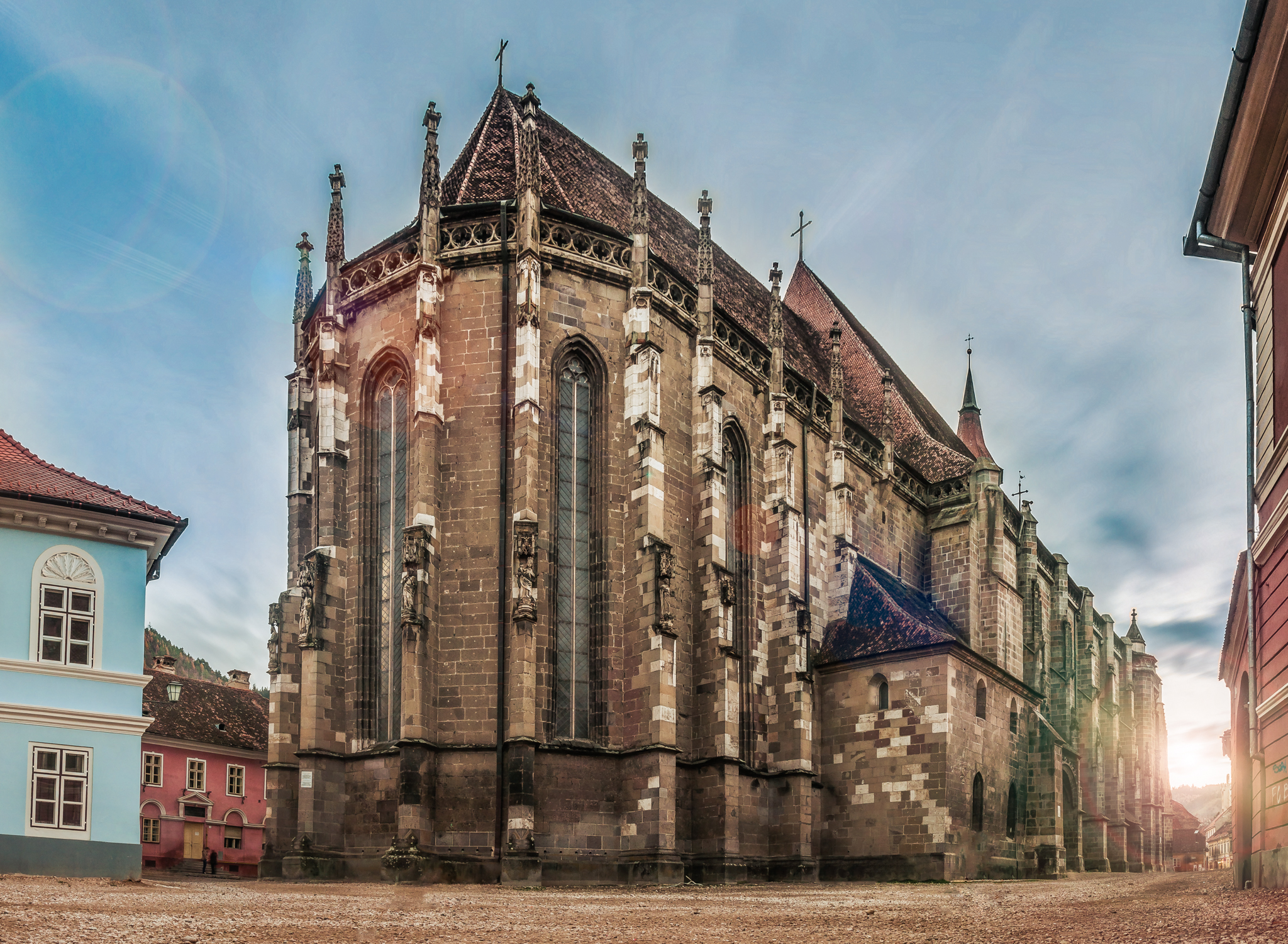
Biserica Neagra (Igreja Negra), Brașov, Romênia

Zay morreu em 29 de dezembro de 1928 em Kronstadt, após uma breve doença causada por um ataque cardíaco. Ela foi a primeira mulher a ser velada na Igreja Negra, antes de ser enterrada no Cemitério Municipal de Hermannstadt a pedido seu. Ela é lembrada pelas suas contribuições para a profissionalização do ensino, por fundar jardins de infância na Transilvânia baseados nos princípios de Fröbel, e pelos seus esforços em empoderar mulheres.

Em 1929 a KBA-AB foi renomeada como a "Escola Adele Zay", mas foi dissolvida pelo governo romeno em 1949. A Liga das Mulheres Saxônicas Livres, fundada por Zay, foi renomeada como a Federação Alemã-Saxã das Mulheres em 1930. Em Drabenderhöhe, Alemanha, uma associação beneficente que carrega o seu nome foi fundada em 1962. A associação criou o Haus Siebenbürgen, Alten- und Pflegeheim, uma casa de repouso para cuidar de idosos da Transilvânia, erguendo um busto e uma placa em homenagem a Zay no foyer. A associação também inaugurou dois jardins de infância, um em 1992 e outro em 1995, ambos administrados pela cidade de Wiehl.

## Ler mais
- Neugeboren, Emil (1939). Adele Zay: Lebensbild einer deutschen Frau [Adele Zay: retrato da vida de uma mulher alemã] (em alemão). Hermannstadt, Romênia: Selbstverlag des Frauenvereins. OCLC 249576773